# Havva Engin
Havva Engin (* 1968 in Edirne, Türkei) ist eine deutsche Sprach- und Erziehungswissenschaftlerin und Expertin für Migration und Bildungspolitik.

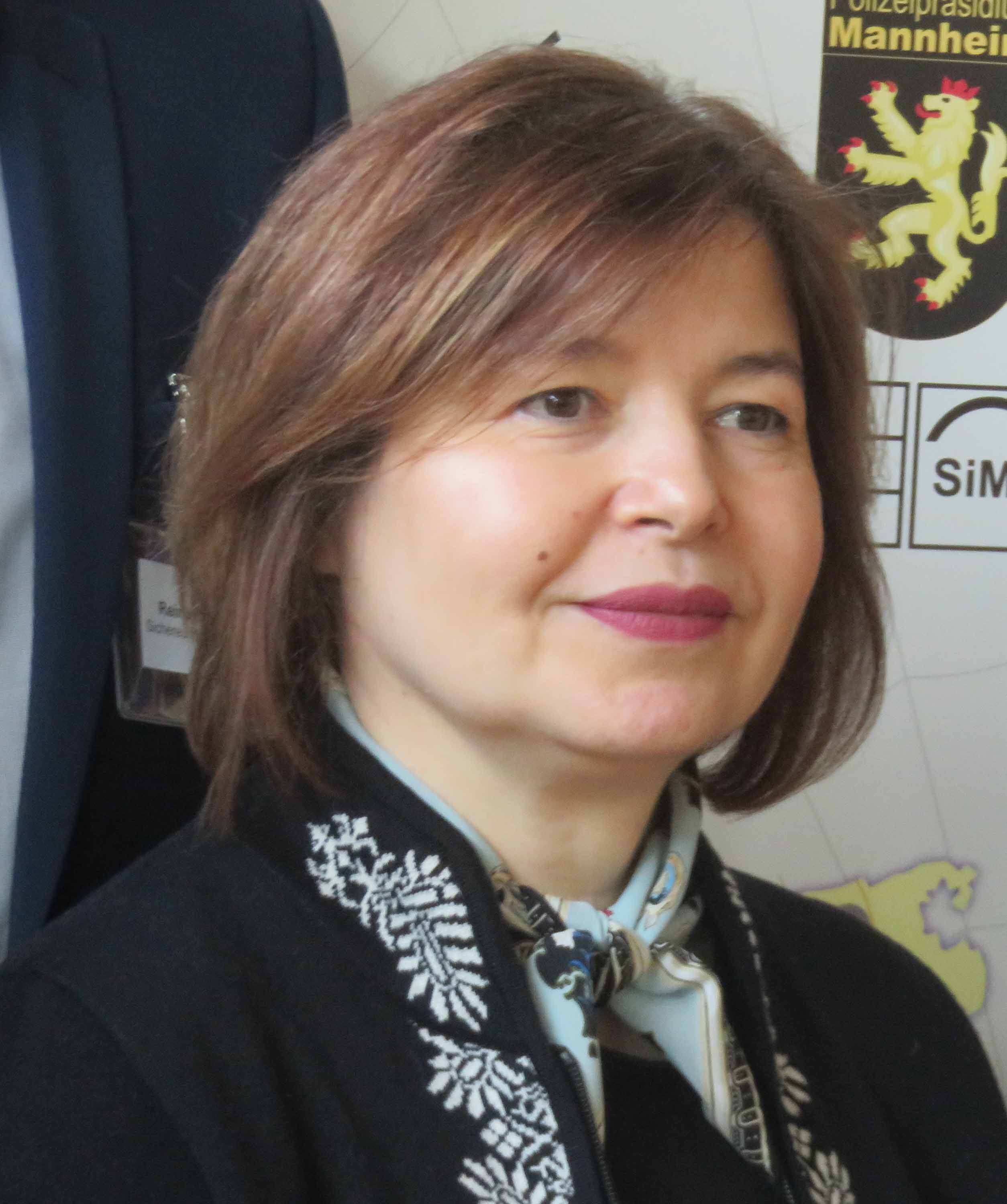
Havva Engin (2019)

## Leben
1974 kam Engin als sechsjährige Tochter eines türkischen Arbeitsmigranten nach Deutschland.
Nach einem 1998 abgeschlossenen Lehramtsstudium, sowie einem Magisterstudium der Germanistik an der TU Berlin war sie von 2000 bis 2005 wissenschaftliche Mitarbeiterin am Institut für Erziehungswissenschaft und daneben bis zum Jahr ihrer Promotion (2003) auch Dozentin im Lehrgang „Deutsch als Zweitsprache und Interkulturelle Pädagogik an der Berliner Grundschule“. Nach der Beendigung ihrer wissenschaftlichen Mitarbeit am Institut für interkulturelle Pädagogik der Technischen Universität Berlin war sie bis Ende 2008 Juniorprofessorin für Sprachförderung am Institut für deutsche Sprache und Literatur an der Pädagogischen Hochschule Karlsruhe. Im Februar 2009 erhielt sie den Ruf auf die Professur für Elementarpädagogik, Schwerpunkt kindliche Sprachentwicklung unter Migrationsbedingungen an der Fachhochschule Bielefeld. Im April 2010 wechselte sie an die Pädagogische Hochschule Heidelberg auf die Professur Allgemeine Pädagogik mit Schwerpunkt interkulturelle Pädagogik. Dort leitet sie das Heidelberger Zentrum für Migrationsforschung und Transkulturelle Pädagogik (Hei-MaT). Sie konzipierte das 2016 gestartete berufsbegleitende Kontaktstudium (Studienangebot ohne akademischen Abschluss) „Migration und Flucht“. Im Dezember 2021 ging an der PH Heidelberg das von ihr inhaltlich verantwortete Hochschulzertifikat (Advanced Studies) „Religiös begründeter Extremismus – Islamismusprävention in Bildungseinrichtungen“ für Lehrkräfte und Pädagogen an den Start. Dieses wurde zwischenzeitlich inhaltlich weiterentwickelt und heißt „Extremismus und Radikalisierung: Handlungskompetenz für die Bildungsarbeit mit jungen Menschen“.
Havva Engin saß zwischen 2003 und 2005 im Berliner Landesbeirat für Migration und Integration und war 2006 Teilnehmerin des ersten deutschen Integrationsgipfels. Darüber hinaus war sie zweimal Mitglied der Bundesversammlung: 1994, wofür die SPD sie aufstellte und 2009, wo sie von Bündnis 90/Die Grünen in Baden-Württemberg nominiert wurde. Von 2013 bis 2015 war Havva Engin Mitglied des Beratungsgremiums des Amtes für die Belange für die im Ausland lebenden Türken (Yurtdışı Türkler ve Akraba Topluluklar Başkanlığı). Im Oktober 2021 wurde sie zum Kuratoriumsmitglied der Landeszentrale für politische Bildung berufen. Anfang 2022 folgte die Berufung in den wissenschaftlichen Beirat des Kultusministeriums des Landes Baden-Württemberg. Auf Vorschlag der Fraktion Grüne im Landtag Baden-Württemberg wurde sie im März 2022 zum stellvertretenden Sachverständigen-Mitglied der Enquetekommission „Krisenfeste Gesellschaft“ ernannt. Seit Januar 2023 ist Havva Engin Mitglied des Sachverständigenrat für Integration und Migration (SVR) mit Sitz in Berlin.
Havva Engin ist unter anderem Mitglied im Arbeitskreis Neue Erziehung und dem Netzwerk Mehrsprachigkeit. Sie engagiert sich im christlich-muslimisch-jüdischen Diskurs und war Mitglied des seit 2010 inaktiven Vereins „Muslimischen Akademie in Deutschland“. Sie ist Mitglied des Zentrum für Interkulturelle Kommunikation (ZiKK). Engin gehörte der in den Jahren 2019 und 2020 arbeitenden und von der Bundesregierung berufenen Fachkommission zu den Rahmenbedingungen der Integrationsfähigkeit an. Sie ist Mitglied des Beraterkreises der Muslimischen Akademie Heidelberg i. G. und engagiert sich im „Bündnis jüdisch-muslimische Beziehungen“.
Havva Engin engagiert sich wissenschaftlich und politisch im Themenkontext „Migrationsbezogene Mehrsprachigkeit als Bildungsressource“.

## Ehrungen und Auszeichnungen
Für ihre Arbeiten zur interkulturellen Bildung und Erziehung im Kontext kultureller und religiöser Heterogenität sowie zum Spracherwerb unter den Bedingungen von Migration und Mehrsprachigkeit wurde Havva Engin 2012 von der Deutsch-Türkischen Freundschaftsföderation (DTF) mit dem Deutsch-Türkischen Freundschaftspreis im Bereich Bildung ausgezeichnet.
Im November 2013 wurde Havva Engin von der Gesellschaft für Dialog Baden-Württemberg mit der Medaille für Verdienste um die Transkulturalität in Baden-Württemberg ausgezeichnet.

## Publikationen (Auswahl)
- „Kein institutioneller Wandel von Schule?“ Bildungspolitische Reaktionen auf Migration in das Land Berlin zwischen 1990 und 2000 im Spiegel amtlicher und administrativer Erlasse, Frankfurt am Main 2003.
- Kinder lernen Deutsch als zweite Sprache. Mit Eva Müller-Boehm; Ulrich Steinmüller; Friederike T.-Mermeroglu. Berlin: Cornelsen Verlag, 2004.
- „Leuchttürme der Pädagogik: Porträts erfolgreicher interkultureller Bildungsarbeit an Berliner Kindertagesstätten und Grundschulen in sozial benachteiligten Quartieren“ (mit Sven Walter), Berlin 2005.
- „Hallo, liebe Maus!, Merhaba, sevgili Fare!“ Zwei Sprachen stark sprechen – Iki dilde güclü. Mit Birgitta Redding Korn; Beate Weiß. Hückelhoven: Anadolu Verlag, 2010.
- Hrsg. mit Ismail Engin: Alevilik (Das Alewitentum). Istanbul, 2004.
- Hrsg. mit Ralph Olsen: Interkulturalität und Mehrsprachigkeit. Hohengehren: Schneider Verlag, 2009.
- Hrsg. mit Michael Reder: Wandel durch Dialog: Gesellschaftliche, politische und theologische Aspekte des Dialogs zwischen Islam und Christentum. Reihe: Interreligiöser Dialog in gesellschaftlicher Verantwortung. Hrsg. von Heiner Köster im Auftrag der Eugen-Biser-Stiftung. Stuttgart 2014.
- Hrsg. mit Mathias Rohe; Muhanad Khorchide; Ömer Özsoy; Hansjörg Schmid: Handbuch Christentum und Islam in Deutschland. Grundlagen, Erfahrungen und Perspektiven des Zusammenlebens. Im Auftrag der Eugen-Biser-Stiftung. Freiburg 2014. 2 Bände.
- „Herkunftssprachenunterricht - Herkunftssprachen wertschätzen“. In: bildung & wissenschaft. GEW Mitgliederzeitschrift BW, 03/2018, S. 46–47.[14]
- „Lebensweltliche Mehrsprachigkeit“. In: Fäcke, Christiane; Meißner, Franz-Joseph (Hrsg.): Handbuch Mehrsprachigkeits- und Mehrkulturalitätsdidaktik. Tübingen 2019, S. 465–468.
- „Herkunftssprachenunterricht und Deutsch als Zweitsprache“. In: Fäcke, Christiane; Meißner, Franz-Joseph (Hrsg.): Handbuch Mehrsprachigkeits- und Mehrkulturalitätsdidaktik. Tübingen 2019, S. 489–493.
- „Zugewanderte Familien für eine Verantwortungspartnerschaft gewinnen“. In: Geisen / Iller / Kleint / Schirrmacher (Hrsg.): Familienbildung in der Migrationsgesellschaft. Interdisziplinäre Praxisforschung. Münster & New York 2019, S. 101–110
- „Kulturdolmetscher in der migrationssensiblen Familienbildungsarbeit“. In: Forum Erwachsenenbildung 52 (2019) 3, S. 36–38.
- „Herkunftssprache als Bildungskapital? Über die Wert(los)igkeit von Migrationssprachen“. In: bildung & wissenschaft. GEW Mitgliederzeitschrift BW, 06/2023, S. 21–24.[15]